# Ethan Suplee
Ethan Suplee (født 25. maj 1976) er en amerikansk skuespiller. Han er sikkert mest kendt for sin rolle som Seth Ryan i American History X, Louie Lastik i Remember the Titans, Frankie i Boy Meets World, Randy Hickey i NBCs situationskomedien My Name Is Earl og for sine roller i Kevin Smiths film.
Suplee blev født i Manhattan af Debbie og Bill Suplee som spiller "Willie, the One-Eyed Mailman" i My Name Is Earl. Begge hans forældre var skuespillere. Suplee og hans familie flyttede til Los Angeles da Ethan var et år gammel.
Suplee begyndte at spille i skolestykker som lille. Da han var 16 år gammel, blev han opfordret af sin ven Giovanni Ribisi til at gå til drama. Ethan sluttede med at gå til som 17-årig, men blev inspireret til at satse på en skuespillerkarriere. 
Han var oprindelig kendt som drengen i Segas "Dead Squirrel" Game Gear reklamene fra starten af 1990’erne. 
Ethans første hovedrolle var i filmen Mallrats, hvor han også spillede sammen med Jason Lee. Suplee og Lee medvirkede i mange film sammen, som Chasing Amy, Dogma og Vulgar. Begge har mindre roller i Clerks II, og begge to spiller nu sammen i My Name Is Earl. 
Suplees mest bemærkelsesværdigge dramatiske optrædninger omfatter hans roller som den nazistiske skinhead Seth i American History X, Ashton Kutcher's gothcollege-værelseskammerart "Thumber" i The Butterfly Effect, fodboldspilleren Louie Lastik i Remember the Titans, Johnny Depp's kammerat og indledende narkotikarelaterede partner Tun i Blow, og den enfoldige Pangle i Cold Mountain.
Suplee er gift med Brandy Lewis, datter af Geoffrey Lewis og søsteren er Juliette Lewis.
Paret har to døtre, Frances Clementine (født 2005) og Billie Grace (født 2007). Lewis har også to døtre fra et tidligere ægteskab. Lewis og Suplee er medlemmer af Scientologikirken. 

## Filmografi
| År   | Titel                                       | Rolle                        |
| ---- | ------------------------------------------- | ---------------------------- |
| 1994 | Boy Meets World (TV)                        | Frankie Stechino             |
| 1995 | Mallrats                                    | William Black                |
| 1997 | Chasing Amy                                 | Comic Fan                    |
| 1998 | American History X                          | Seth Ryan                    |
| 1999 | Tyrone                                      | Joshua Schatzberg            |
| 1999 | Dogma                                       | Noman the Golgothan (stemme) |
| 2000 | Takedown                                    | Dan Brodley                  |
| 2000 | Road Trip                                   | Ed                           |
| 2000 | Vulgar                                      | Frankie Fanelli              |
| 2000 | Remember the Titans                         | Louie Lastik                 |
| 2001 | Don's Plum                                  | Big Bum                      |
| 2001 | Blow                                        | Tuna                         |
| 2001 | Evolution                                   | Deke                         |
| 2002 | John Q                                      | Max Conlin                   |
| 2002 | The First $20 Million Is Always the Hardest | Tiny                         |
| 2003 | Cold Mountain                               | Pangle                       |
| 2004 | The Buttefly Effect                         | Thumper                      |
| 2004 | Without a Paddle                            | Elwood                       |
| 2005 | Neo Ned                                     | Johnny                       |
| 2005 | My Name Is Earl (TV serie)                  | Randy Hickey                 |
| 2005 | Entourage (TV serie)                        | Ukjent                       |
| 2006 | Art school Confidental                      | Vince                        |
| 2006 | The Fountain                                | Manny                        |
| 2006 | The Year Without a Santa Claus              | Jingle                       |
| 2006 | Clerks II                                   | Tenåring #2                  |
| 2007 | Mr. Woodcock                                | Nedderman                    |
| 2008 | Pineapple Express                           | (uncredited) cameo           |
| 2009 | Fanboys                                     | Harry Knowles                |
| 2009 | Brothers                                    | Sweeney                      |

## Ekstern henvisning
- Wikimedia Commons har flere filer relateret til Ethan Suplee